# Grönländische Fußballmeisterschaft 1973
Die Grönländische Fußballmeisterschaft 1973 war die 11. Spielzeit der Grönländischen Fußballmeisterschaft.
Meister wurde zum zweiten Mal in Folge und zum dritten Mal insgesamt GSS Nuuk, womit der Verein zu T-41 Aasiaat und K-33 Qaqortoq als Rekordmeister aufschloss.

## Teilnehmer
Es liegen kaum Informationen zur Saison vor. Es sind lediglich die sechs Spiele der Schlussrunde überliefert. An dieser nahmen teil:
- I-69 Ilulissat
- SAK Sisimiut
- GSS Nuuk
- NÛK

## Modus
Der Modus der Meisterschaft ist unbekannt. Für die Schlussrunde qualifizierten sich wie im Vorjahr vier Mannschaften, allerdings waren dort mit zwei Mannschaften aus Nuuk zwei Vertreter derselben Region vertreten, weshalb es sich vermutlich nicht um die Gruppensieger der Regionalmeisterschaften handeln konnte.

## Ergebnisse
| Pl. | Verein         | Sp. | S   | U   | N   | Tore   | Punkte |
| --- | -------------- | --- | --- | --- | --- | ------ | ------ |
| 1.  | GSS Nuuk       | 3   | 3   | 0   | 0   | 19:2   | 6      |
| ?.  | I-69 Ilulissat | 3   | 1–2 | 0–1 | 1–2 | 10+:4+ | 2–4    |
| ?.  | SAK Sisimiut   | 3   | 0–2 | 0–2 | 1–3 | 1+:3+  | 0–4    |
| ?.  | NÛK            | 3   | 0–1 | 0–1 | 2–3 | 1+:22+ | 0–2    |

| Datum             |                | Ergebnis |                | Ort  |
| ----------------- | -------------- | -------- | -------------- | ---- |
| 6. September 1973 | SAK Sisimiut   | ?:?      | I-69 Ilulissat | Nuuk |
| 6. September 1973 | GSS Nuuk       | 13:0     | NÛK            | Nuuk |
| 8. September 1973 | GSS Nuuk       | 3:1      | SAK Sisimiut   | Nuuk |
| 8. September 1973 | I-69 Ilulissat | 9:1      | NÛK            | Nuuk |
| 9. September 1973 | NÛK            | ?:?      | SAK Sisimiut   | Nuuk |
| 9. September 1973 | I-69 Ilulissat | 1:3      | GSS Nuuk       | Nuuk |